# Québec (provincie)

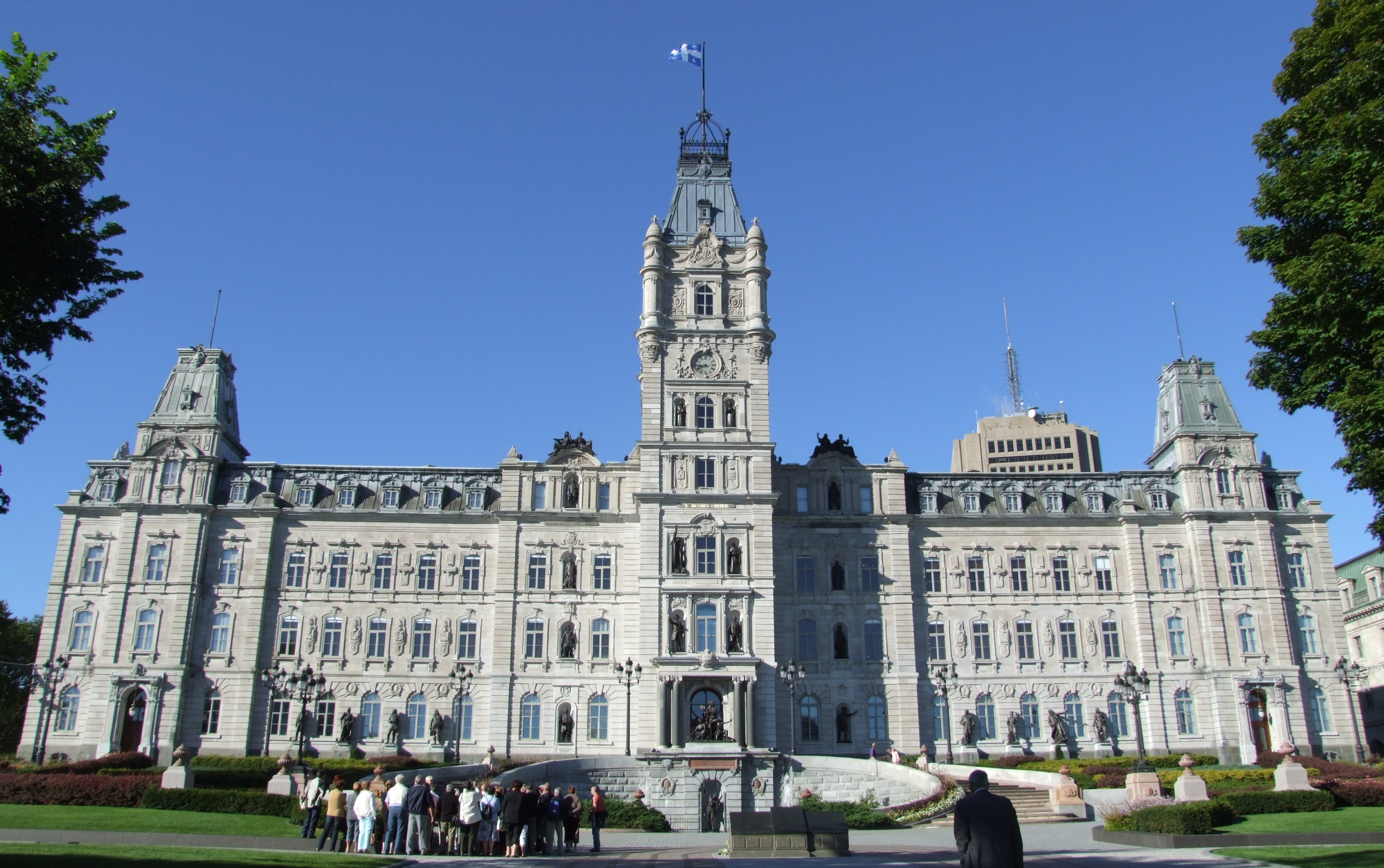
Het parlementsgebouw (Hôtel du Parlement) in de stad Québec

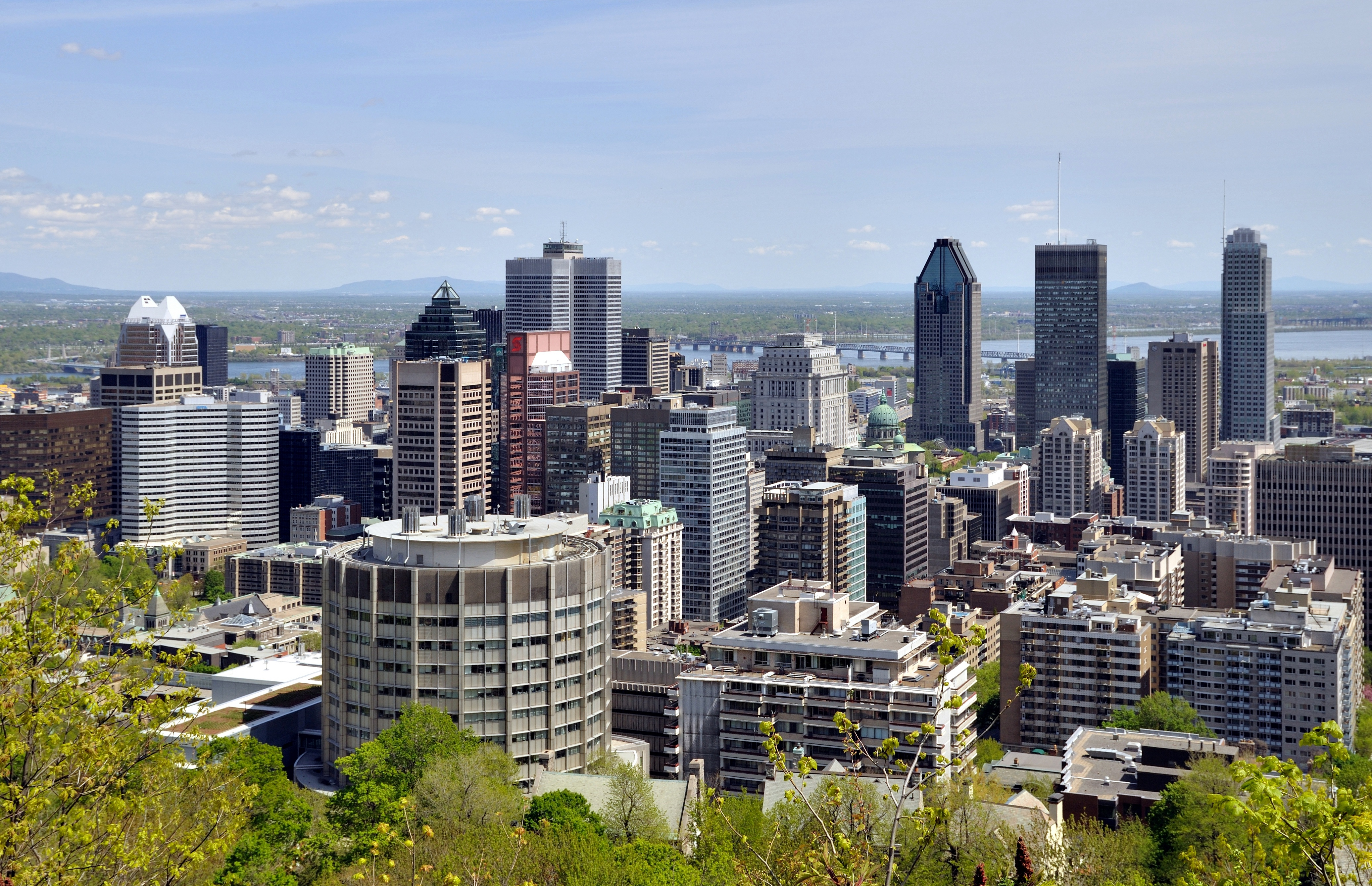
Montréal, de grootste stad van de provincie Québec

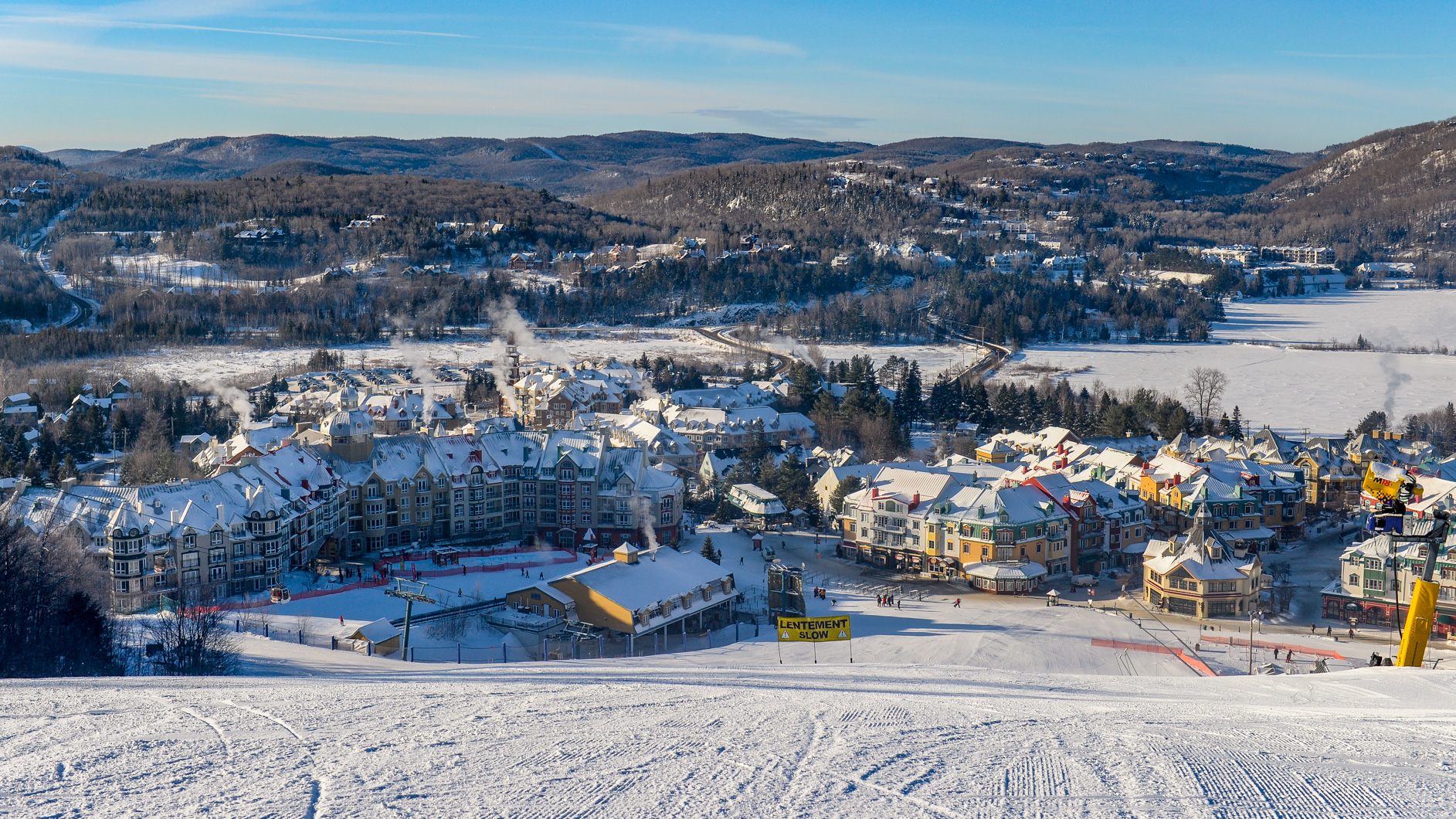
Mont-Tremblant in de Laurentiden

Québec (Engels: Quebec) is een provincie van Canada, waarbinnen het ook een aparte natie vormt. De hoofdstad heet eveneens Québec. De provincie grenst ten noorden aan de Straat Hudson, ten oosten de Saint Lawrencebaai, Labrador en New Brunswick ten zuiden aan de Amerikaanse staten New Hampshire, Vermont, New York en Maine en ten westen aan Ontario en de Hudsonbaai.
De inwoners van Québec, de Québécois, noemen de provincie in het Frans "le Québec" en de hoofdstad "Québec". Québec is de enige provincie van Canada waarin een meerderheid van de bevolking Frans als moedertaal spreekt. In 2016 telde de provincie 8.164.361 inwoners. Hoewel de stad Québec de hoofdstad is, is Montréal de grootste stad van de provincie. Andere steden met meer dan 200.000 inwoners zijn Laval, Gatineau (aan de provinciale grens met Ontario, net ten noorden van de federale hoofdstad Ottawa) en Longueuil.

## Geschiedenis
Québec komt van het woord Gepèèg, dat "vernauwing van de rivier" betekent in het Mi'kmaq. Dit betrof de vernauwing van de Saint Lawrencerivier, waar nu de stad Québec ligt.
Jacques Cartier, een Franse ontdekkingsreiziger, bezocht die landstreek in 1534. Hij plantte een kruis op het schiereiland Gaspésie en eiste het gebied, Nieuw-Frankrijk (La Nouvelle-France) genoemd, op voor de Franse koning Frans I. In 1541 trachtte hij in de omgeving van de huidige stad Québec een kolonie, Charlesbourg-Royal, te stichten, maar zijn poging mislukte.
In 1608 stichtte Samuel de Champlain de eerste permanente vestiging in Canada, aan de Saint Lawrencerivier, op de plaats waar nu de stad Québec ligt. Montréal werd in 1642 gesticht door Paul de Chomedey de Maisonneuve en kreeg de naam Ville-Marie.
De Britten ondernamen verscheidene pogingen om hun Noord-Amerikaanse koloniën uit te breiden ten koste van Nieuw-Frankrijk. Uiteindelijk versloegen zij in 1759 het Franse garnizoen onder generaal Louis-Joseph de Montcalm bij de huidige stad Québec. Dit leidde tot het einde van de kolonie Nieuw-Frankrijk. Bij de Vrede van Parijs in 1763 stond Frankrijk zijn koloniën in Canada af aan Groot-Brittannië. Voor de Franse bevolking van de koloniën betekende dit dat zij nu onder Brits bestuur vielen. De Britse politiek van assimilatie mislukte echter. Uit angst dat de Franstalige bevolking van Québec (zoals de kolonie nu heette) zich zou aansluiten bij de rebelse dertien koloniën in het zuiden (de latere Verenigde Staten) nam het Britse parlement in 1774 de Quebec Act aan. Deze erkende de Franse wet, de rooms-katholieke godsdienst en de Franse taal in de kolonie. De maatregel kon niet verhinderen dat Amerikaanse revolutionairen in 1775 Québec binnenvielen. Zij werden echter bij de stad Québec door de Engelsen verslagen.
In 1791 werd de kolonie Québec opgedeeld in Laag-Canada (de latere provincie Québec) en Hoog-Canada (het latere Ontario). Deze verdeling werd doorgevoerd zodat de Loyalistische Amerikaanse kolonisten, alsook Britse en Ierse immigranten, in Hoog-Canada konden leven onder Britse wetten en instellingen. De Franstalige bevolking van Laag-Canada kon Franse wetten en de katholieke godsdienst behouden. Desondanks bleef er veel wrijving en ontevredenheid bestaan onder de bevolking van beide kolonies. In 1837 leidde dit tot een gewapende opstand tegen het Britse bestuur, die met moeite door de Britten onderdrukt werd. De leiders van de opstand worden in Québec nu nog als helden vereerd. Als gevolg van de opstand werd Canada in 1841 door de Act of Union herenigd.
In 1867 besloot het Britse parlement met de British North America Act tot de invoering van de Canadese Confederatie, waarin Québec opgenomen werd als nieuwe provincie.
Gedurende de jaren '60 van de twintigste eeuw kwam de nationale kwestie meer en meer op de voorgrond. Het bezoek van de Franse president generaal Charles de Gaulle aan de provincie in 1967 wakkerde het nationalisme in Québec aan, mede door zijn toespraak in Montréal, waarin hij zijn beruchte uitspraak "Vive le Québec libre!" deed. Onder leiding van René Lévesque werd de nationalistische Parti Québécois gesticht. Deze kwam bij de verkiezingen in 1976 aan de macht, met de belofte een referendum over onafhankelijkheid te organiseren.
Een aanzienlijk aantal inwoners wil nog steeds dat Québec onafhankelijk wordt. Hoewel er al twee referenda zijn gehouden, in 1980 en 1995, zijn deze steeds (met een krappe meerderheid) afgewezen. Op 27 november 2006 werd Québec door het Canadese parlement erkend als aparte natie binnen Canada. Deze symbolische resolutie, ingebracht door premier Stephen Harper, werd met 266 stemmen voor en 16 tegen goedgekeurd.
Vanaf 2012 regeert de Parti Québécois opnieuw met een minderheidsregering onder leiding van premier Pauline Marois. Haar kabinet legt meer de nadruk op de economische ontwikkeling dan op staatkundige onafhankelijkheid. 

## Geografie
Het overgrote deel van de provincie Québec (op het zuiden na) ligt op het grote schiereiland Labrador. De op dat schiereiland lopende grens tussen Québec en Newfoundland en Labrador (ten noordoosten) is al meer dan een eeuw twistappel tussen beide provincies. Het noordwestelijke gedeelte van Labrador is een enorm subschiereiland dat bekendstaat als Ungava en dat Kaap Wolstenholme als noordelijkste punt heeft. 
De provincie telt naast de grote Saint Lawrencerivier nog tientallen andere lange rivieren, waaronder de Petit Mécatina en de Saint-Augustin. Daarnaast telt Québec ook duizenden meren zoals het centraal gelegen Lac Pollet. De provincie grenst de Amerikaanse deelstaten New York, Vermont, New Hampshire en Maine ten zuiden.
De provincie is onderverdeeld in zeventien administratieve regio's (régions administratives), namelijk Abitibi-Témiscamingue, Bas-Saint-Laurent, Capitale-Nationale, Centre-du-Québec, Chaudière-Appalaches, Côte-Nord, Estrie, Gaspésie–Îles-de-la-Madeleine, Lanaudière, Laurentides, Laval, Mauricie, Montérégie, Montréal, Nord-du-Québec, Outaouais en Saguenay–Lac-Saint-Jean.

### Steden
Hier volgt een lijst van de vijftig grootste gemeenten in Québec. Naast het aantal inwoners in 2011 wordt de administratieve regio aangegeven.
| Rang | Stad                       | Administratieve regio   | Inwoners  | Agglomeratie | Census |
| ---- | -------------------------- | ----------------------- | --------- | ------------ | ------ |
| 1    | Montréal                   | Montréal                | 1.649.519 | 3.824.221    | (2011) |
| 2    | Québec                     | Capitale-Nationale      | 516.622   | 765.706      | (2011) |
| 3    | Laval                      | Laval                   | 401.553   |              | (2011) |
| 4    | Gatineau                   | Outaouais               | 265.349   |              | (2011) |
| 5    | Longueuil                  | Montérégie              | 231.409   |              | (2011) |
| 6    | Sherbrooke                 | Estrie                  | 154.601   | 201.890      | (2011) |
| 7    | Saguenay                   | Saguenay–Lac-Saint-Jean | 144.746   | 157.790      | (2011) |
| 8    | Lévis                      | Chaudière-Appalaches    | 138.769   |              | (2011) |
| 9    | Trois-Rivières             | Mauricie                | 131.338   | 151.773      | (2011) |
| 10   | Terrebonne                 | Lanaudière              | 106.322   |              | (2011) |
| 11   | Saint-Jean-sur-Richelieu   | Montérégie              | 92.394    | 92.394       | (2011) |
| 12   | Repentigny                 | Lanaudière              | 82.000    |              | (2011) |
| 13   | Brossard                   | Montérégie              | 79.273    |              | (2011) |
| 14   | Drummondville              | Centre-du-Québec        | 71.852    | 88.480       | (2011) |
| 15   | Saint-Jérôme               | Laurentides             | 68.456    |              | (2011) |
| 16   | Granby                     | Montérégie              | 63.433    | 77.077       | (2011) |
| 17   | Blainville                 | Laurentides             | 53.510    |              | (2011) |
| 18   | Saint-Hyacinthe            | Montérégie              | 53.236    | 56.794       | (2011) |
| 19   | Shawinigan                 | Mauricie                | 50.060    | 55.009       | (2011) |
| 20   | Dollard-des-Ormeaux        | Montréal                | 49.637    |              | (2011) |
| 21   | Rimouski                   | Bas-Saint-Laurent       | 46.860    | 50.912       | (2011) |
| 22   | Châteauguay                | Montérégie              | 45.904    |              | (2011) |
| 23   | Saint-Eustache             | Laurentides             | 44.154    |              | (2011) |
| 24   | Victoriaville              | Centre-du-Québec        | 43.462    | 46.354       | (2011) |
| 25   | Mascouche                  | Lanaudière              | 42.491    |              | (2011) |
| 26   | Mirabel                    | Laurentides             | 41.957    |              | (2011) |
| 27   | Rouyn-Noranda              | Abitibi-Témiscamingue   | 41.012    | 41.798       | (2011) |
| 28   | Boucherville               | Montérégie              | 40.753    |              | (2011) |
| 29   | Salaberry-de-Valleyfield   | Montérégie              | 40.077    | 40.077       | (2011) |
| 30   | Sorel-Tracy                | Montérégie              | 34.600    | 47.772       | (2011) |
| 31   | Vaudreuil-Dorion           | Montérégie              | 33.305    |              | (2011) |
| 32   | Côte-Saint-Luc             | Montréal                | 32.321    |              | (2011) |
| 33   | Val-d'Or                   | Abitibi-Témiscamingue   | 31.862    | 33.265       | (2011) |
| 34   | Saint-Georges              | Chaudière-Appalaches    | 31.173    | 34.642       | (2011) |
| 35   | Alma                       | Saguenay–Lac-Saint-Jean | 30.904    | 33.018       | (2011) |
| 36   | Pointe-Claire              | Montréal                | 30.790    |              | (2011) |
| 37   | Sainte-Julie               | Montérégie              | 30.104    |              | (2011) |
| 38   | Boisbriand                 | Laurentides             | 26.816    |              | (2011) |
| 39   | Saint-Bruno-de-Montarville | Montérégie              | 26.107    |              | (2011) |
| 40   | Sainte-Thérèse             | Laurentides             | 26.025    |              | (2011) |
| 41   | Thetford Mines             | Chaudière-Appalaches    | 25.709    |              | (2011) |
| 42   | Sept-Îles                  | Côte-Nord               | 25.686    | 28.487       | (2011) |
| 43   | Chambly                    | Montérégie              | 25.571    |              | (2011) |
| 44   | Magog                      | Estrie                  | 25.358    |              | (2011) |
| 45   | Saint-Constant             | Montérégie              | 24.980    |              | (2011) |
| 46   | La Prairie                 | Montérégie              | 23.357    |              | (2011) |
| 47   | Baie-Comeau                | Côte-Nord               | 22.113    | 28.789       | (2011) |
| 48   | Saint-Lambert              | Montérégie              | 21.555    |              | (2011) |
| 49   | Kirkland                   | Montréal                | 21.253    |              | (2011) |
| 50   | Varennes                   | Montérégie              | 20.994    |              | (2011) |

## Taal
Frans is de officiële taal van de provincie. De variant van het Frans in Québec heeft hier en daar wat archaïschere kenmerken in vergelijking met het Frans dat in Frankrijk wordt gesproken. Een voorbeeld is het in Frankrijk archaïsche espérer, dat wachten betekent, maar dat in het huidige Frankrijk met attendre wordt uitgedrukt. Verder zijn er ook andere verschillen, bijvoorbeeld in de fonologie en de wat puristische woordenschat. Zo is het Québecs fin de semaine in het Frans meestal weekend, en komt het Québecse traversier overeen met het Franse ferry. Het dialect van Montréal wordt joual genoemd.
Andere varianten van het Frans zijn in Québec geïntroduceerd door immigranten uit onder meer Haïti en Franstalig Afrika.
Zo'n 8% van de Québecse bevolking, ofwel ruim 650.000 mensen, heeft het Engels als moedertaal. De Engelstaligen wonen vooral in het centrum van de stad Montréal en in de regio rond de zuidelijke plaats Pontiac. Ook in het uiterste oosten van de provincie, richting de grens met Labrador, vormen de Engelstaligen een meerderheid. Het betreft een erg dunbevolkt gebied met plaatsen zoals Blanc-Sablon.

## Religie
De meerderheid van de Québecse religieuzen is Rooms-katholiek. Belangrijke kleinere religies zijn protestantisme, jodendom, islam, boeddhisme en Chinese volksreligie.